# Beverly Hilton Hotel
Beverly Hilton Hotel är ett hotell i Beverly Hills, Kalifornien, USA. Hotellet har anordnat ett antal galor och välgörenhetsevenemang, men är mest känt för att arrangera Golden Globe Award. Sångerskan Whitney Houston dog på hotellet år 2012